# Aloe bellatula
Aloe bellatula es una especie del género Aloe endémica de Madagascar, donde se encuentra a una altitud de 1500 a 2000 m s. n. m., vegeta en un clima subhúmedo.

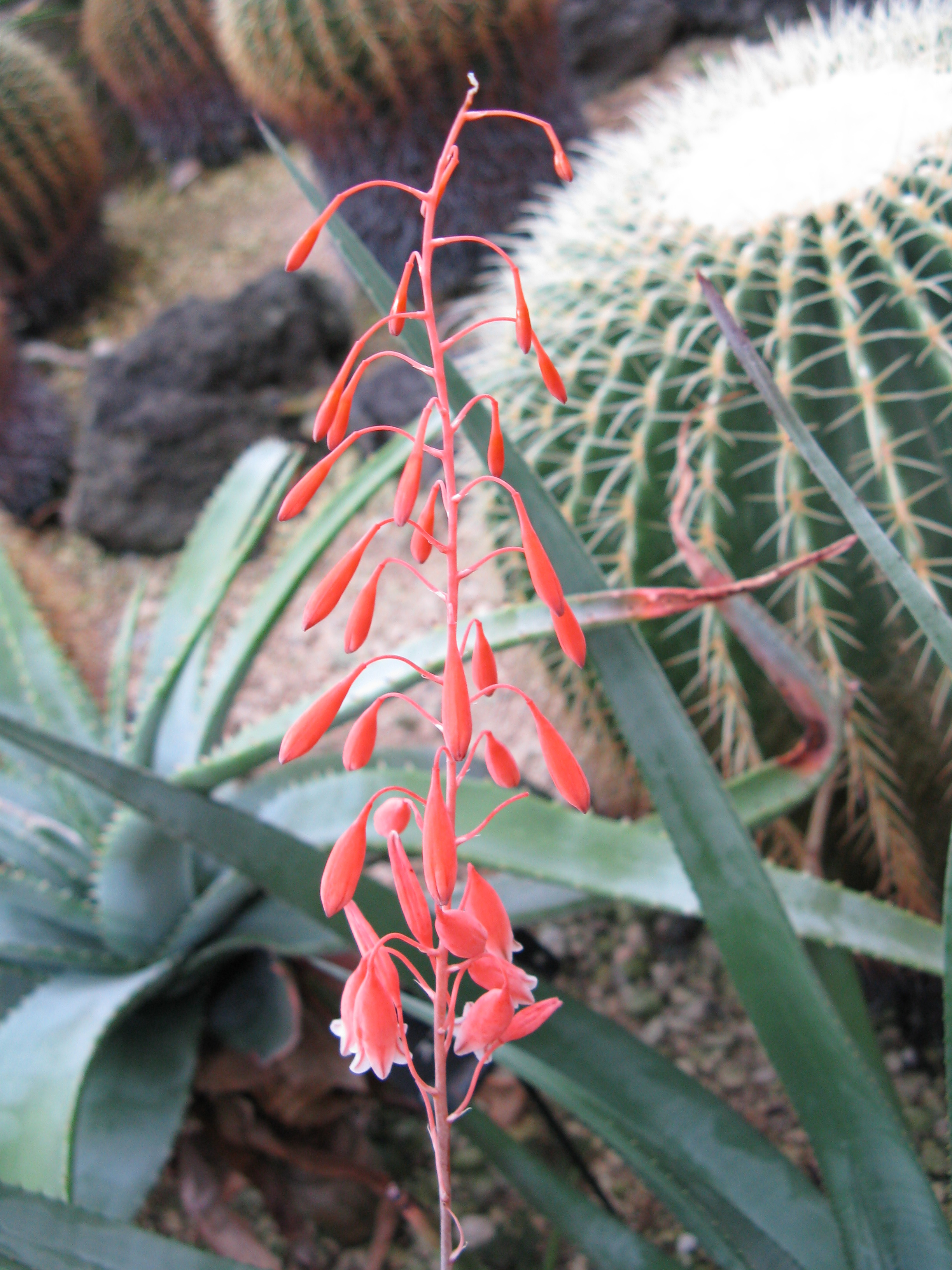
Inflorescencia

## Descripción
Es una planta suculenta que crece formando rosetas desde la base, las largas hojas (alrededor de 25 cm) de color verde marmolado están festoneadas por pequeños dientes. La inflorescencia, que surge de un largo tallo, está formada por un racimo de pequeñas flores pendulares en forma de campana, de color rosa más o menos oscuro.

## Taxonomía
Aloe bellatula fue descrita por Gilbert Westacott Reynolds y publicado en Journal of South African Botany 22: 132, en el año 1956.
Etimología
Ver: Aloe
bellatula: epíteto latino  que significa "preciosa".
Sinonimia
- Guillauminia bellatula (Reynolds) P.V.Heath[8][3]